# 추바 아크폼
추바 아메치 아크폼(Chuba Amechi Akpom, 1995년 10월 9일 ~ )은 잉글랜드의 축구 선수이다. 현재 EFL 챔피언십의 입스위치 타운의 선수이며, 주 포지션은 공격수이다.